# Paratanais atlanticus
Paratanais atlanticus är en kräftdjursart som beskrevs av Dollfus 1897. Paratanais atlanticus ingår i släktet Paratanais och familjen Paratanaidae. Inga underarter finns listade i Catalogue of Life.